# Leuctra gardinii
Leuctra gardinii is een steenvlieg uit de familie naaldsteenvliegen (Leuctridae). De wetenschappelijke naam van de soort is voor het eerst geldig gepubliceerd in 2005 door Ravizza.